# Lijst van voetbalinterlands China - Ghana (vrouwen)
Deze lijst van voetbalinterlands is een overzicht van alle officiële voetbalinterlands tussen de nationale vrouwenteams van China en Ghana. De landen hebben tot nu toe vier keer tegen elkaar gespeeld.

## Wedstrijden
| № | Plaats   | Datum             | Competitie        | Wedstrijd     | Uitslag |
| - | -------- | ----------------- | ----------------- | ------------- | ------- |
| 1 | Peking   | 6 maart 1999      | Vriendschappelijk | China − Ghana | 2 − 1   |
| 2 | Peking   | 9 maart 1999      | Vriendschappelijk | China − Ghana | 2 − 1   |
| 3 | Portland | 23 juni 1999      | WK 1999           | China − Ghana | 7 − 0   |
| 4 | Carson   | 21 september 2003 | WK 2003           | China − Ghana | 1 − 0   |

## Samenvatting
| Competitie        | Totaal gespeeld | Winst China | Gelijk | Winst Ghana | Doelsaldo China – Ghana |
| ----------------- | --------------- | ----------- | ------ | ----------- | ----------------------- |
| WK-eindronde      | 2               | 2           | 0      | 0           | 8 − 0                   |
| Vriendschappelijk | 2               | 2           | 0      | 0           | 4 − 2                   |
| Totaal            | 4               | 4           | 0      | 0           | 12 − 2                  |